# Almaty Aviation
Almaty Aviation (Markenauftritt Almaty Avia Cargo) war eine Frachtfluggesellschaft aus Kasachstan. Die Gesellschaft wurde 2002 gegründet und nahm im selben Jahr den Flugbetrieb mit einer Antonow An-12 auf. Eine weitere An-12 folgte im Dezember 2002. Anfang 2008 betrieb sie mit 26 Mitarbeiter noch eine An-12 und stellte schließlich im gleichen Jahr den Flugbetrieb ein. Trotzdem wurde die Gesellschaft im Juli 2009 von der EU auf die Liste von Fluggesellschaften mit Betriebsverbot in der Europäischen Union gesetzt.